# リュウマのガゴウ
『リュウマのガゴウ』は、宮下裕樹による日本の漫画作品。

## 概要
『月刊ヤングキング』（少年画報社）において、2007年5月号から6月号にかけて掲載された読み切り版をリニューアルし、『ヤングキングアワーズ』（同）において、2011年11月号から2017年2月号まで連載された。なお、読み切り版は既刊単行本には未収録となっている。単行本1巻までは、時系列を感じさせないオムニバス的な話構成で、2巻以降はそれらの要素が繋がり、世界の真実に迫っていく筋書きとなる。
「リュウマ」や「ジン」といった雅号を受け継ぐ者達を描くため、多くの人物が同じ呼称で呼ばれている（2016年現在、作中で確認できるだけでも「リュウマ」としか固有名詞の呼称が存在しない人物は14名）。また、前述の「リュウマ」や「ジン」始め、あだ名や称号のみ登場し、固有の本名が登場しない人物が多いのも特徴。

## あらすじ
かつて大規模な文明崩壊が起きた世界。海は汚染され、作物は実らず、人類に敵意を持つ怪物「白皮」が跋扈する。人類は限りある資源を奪い合い、ゆっくりと滅びへの道を進んでいた。そんな世界に伝わる、かつて世界を滅ぼしかけた災厄「ジン」と、世界を救った英雄「リュウマ」のお伽話。各地で伝わる偉業と姿は多種多様で、不老不死とさえされる人類の希望「リュウマ」。その名を継ぎ、託しながら戦い続ける者たちがいた。
千年以上に渡る災厄「ジン」との戦いの仲で、「リュウマ」達は世界の真実に迫り、また世界を巻き込んで、それぞれの戦うべきものへと対峙していく。

## 登場人物

### リュウマを継ぐ者
人造妖刀「物欲し竿」とリュウマの名を継ぐ者たち。時系列順に記載。いずれも本名は不明。長髪-金髪と短髪-白皮眼はそれぞれ作中で確認できる系譜であるが、金髪と短髪の間に繋がりがあるかは定かではない（「初継」「枝折り」「白皮眼」「隻腕」以外の『◯◯のリュウマ』の『◯◯』は、当記事で分類のため用いている暫定的なものである。そのため作中で呼称されたことはない）。
初継のリュウマ
元近衛師団7番隊隊長。２本目の枝を折った。武器はジンから受け継いだ万人切り。白皮の手先として現代に蘇る。
詳細は過去編を参照。
長髪のリュウマ
黒髪長髪で髷を結い、キセルを吸っている。
山岳地帯の街で行商を助けるが盗人と間違えられる。街を襲う白皮の集団と戦い、酒場の息子を助けた時致命傷を受け死亡。
なお、彼がリュウマとして活動していた時点から、後述の隻腕のリュウマの活動時期までには50年程の時間が経過している。
長髪のリュウマ（二代目）
酒場の息子だったが、長髪のリュウマに助けられ後を継ぐ。見た目は先代と酷似。「龍」の白皮を単独で撃破する等、力量は相当なもの。
白皮に襲われたキャラバンを助け、金髪の少年にリュウマを託し死亡。
金髪のリュウマ
金髪の少年。初登場時髪は短かったが、その後結えるほど伸ばしている。
白皮にキャラバンを襲われた所を長髪のリュウマ（二代目）に助けられる。傷を負い長くない彼から物欲し竿を受け継いだ。
第一話の主人公。
短髪のリュウマ
黒髪短髪で髷を結っている男性。「先輩」という人物から継いだことが示唆されているが、詳細は不明。服装は長髪のリュウマと同様のもの。
ビッグボスにリュウマを継がせることを決めて以降は彼と同行。ビックボス団の成長後は隊長兼ビッグボスの護衛という立場であった。
物欲し竿の影響で徐々に正気と体の自由を失う。女ジン（シンシア）に物欲し竿を突き立て、反応兵器「ソールの黒点」を使用し死亡。
枝折りのリュウマ
ビッグボス団の団長。通称ビッグボス。ビッグボス・オブ・リュウマとも呼ばれる、黒髪長髪の大柄な男性。幼少期のヤツハから「ゴリラ」と表される。短髪のリュウマから雅号を継いだ。
初めは白皮が来ると嘘をつき、もぬけの殻になった街から資産を盗む悪党だったが、先代リュウマと出会い、共に世界樹を折ることを約束する。
女ジン（シンシア）を追い詰めるが、物欲し竿が折れ敗北。崩れる世界樹の瓦礫から白皮を産まされていた女性を助け、リュウマを継がせる。この時腹にパイプが突き刺さっていたが、暫く生きていた。
後に「前人未到の枝折りのリュウマ」と呼ばれる。武器は訓練用の鉛（トゥールハンマー）と物欲し竿。
女リュウマ
女性のリュウマ。ビッグボスからリュウマを継いだ。しかし本人はあくまで自分を「リュウマの母（嫁）になる女」と名乗っている。武器は折れた物欲し竿とトゥールハンマー。
ミズガルズ王の子を身ごもり、ミズガルズにおける白皮との戦いの中で出産する。その後死亡。
白皮眼のリュウマ
女リュウマとミズガルズ王の子。仲間からは「リュウマ」と呼ばれる。マリオブラザーズの弟分。
母親から白皮の因子を受け継いでおり、汚染された海への耐性や常人離れした身体能力を持ち、肉体の成長速度が早い。復活した初継のリュウマと初戦で渡り合い、その剣技を盗むなど、学習能力も優秀。しかし、頭髪の一部が白皮のように白く、左目が赤い。終盤では、白皮と心を通わせ操る能力も獲得した。
「白皮眼のリュウマ」と噂され、「災厄（ジン）の忌み子」とも呼ばれている。武器は母の形見の折れた物欲し竿とトゥールハンマー。終盤では赤い物欲し竿「万人斬り」も手にし、自身の折れたものと合体させた、先端と尾部に刃のついたものを用いるようになった。
戦いや出会いの中で、自らが憎しみの象徴となり、1000年の憎しみによって分断されていた二国(ミズガルズと神州倭)の人類を一つにすることを決意。神洲和の仁武王とミズガルズのアインスという両国の象徴を殺害し、世界樹（リュウマ）の機能を停止させ、人類の仇敵となる。その後、人類が憎しみの象徴となった自分を殺し、平和を迎えるまでの時間稼ぎとして、非力な(自分を殺すために必要の無い)人間のみを選別し、白皮の食欲を満たし暴走を抑えるために襲わせていた。しかし、非情な決断を続けたその心身は激しく磨耗しており、成長したマリオに殺害される形でその役目を終えた。
人類の仇敵となった際にも、子供だけは決して襲わなかったという。

### 2番隊の末裔
妖糸を用いる技術と共にリュウマの名を継ぐ者たち。時系列順に記載。
老リュウマ
髭を蓄えた老人。リュウマでいることに疲れ、弟子にリュウマを継がせるが、その弟子が死亡したため再びリュウマを名乗る。
ジンの手により弟子の頭と腕を移植された白皮と戦い勝利する。その後白皮に喰われ死亡する。
青年リュウマ
前述の老リュウマの弟子である青年で、リュウマの名を受け継いだ。しかし、白皮の襲撃にあっていた集落を守る戦いで死亡。
その後、顔と腕を白皮に移植され、先代と戦うが敗北。完全に死亡する。

### 9番隊の末裔
針の特殊技術と共にリュウマの名を継ぐ者たち。時系列順に記載。
針遣いのリュウマ
オリビアの存在する地域に、かつて現れたリュウマ。針により白皮を止め、操る力を持っていた。
人々のために戦い続けたが、その重責と民からの過度な期待、度重なる戦闘による疲労が相まり、結果として死亡した。
オリビアのリュウマ
針遣いのリュウマの弟子である、賭博街オリビアの領主。詳細は賭博街オリビアのオリビアのリュウマ項を参照。

### その他のリュウマ
物欲し竿や妖糸の技術を受け継いでいないリュウマ達
リュウマ（ミツバ）
ブシドー3番隊隊将「ミツバ」でもある、手ぬぐいを巻いた男性。「ミツバ」以前はリュウマとして活動していた。（作中では言及されているのみで、活動時の明確な描写はない）
詳しくはブシドーの項を参照。
隻腕のリュウマ
ブシドー8番隊隊将「ヤツハ」でもある金髪の青年。女リュウマと共にミズガルズを救った。詳しくはブシドーの項を参照。

### ミズガルズ内
「千年王国」ミズガルズに住まう人々。
アインス
元ブシドー1番隊隊将の女傑。前王の崩御後、民政を採ったミズガルズの王となる。詳細はブシドー内のアインスの項を参照。
王
ミズガルズを束ねていた前王。生粋のリュウマ嫌い。
特異体質のため子を成すことが出来ず、強い子宮を求めていた。女リュウマが過去に白皮を産んでいたこと、物欲し竿を用いていることなどから、彼女の肉体の強靭さを知り、強制的に子供を孕ませる。逃げようとした女リュウマを切りつけたアインスから庇い深手を負う。女リュウマの子が生まれた声を聞き、崩御。
生前は、各地で現れるリュウマを名乗る者を調査し、その如何では殺害やブシドーへの雇用などの措置を取り、リュウマの名を管理していた。また、文明崩壊前に存在していた動物(鳥や犬。生殖能力はない)の複製を飼育していた。建国の王である繭王とは、直系の子孫の間柄。アインスは彼の次に王となった。
繭王
王都ミズガルズを創世より見守り続ける建国王。言葉は一切話せず、意識に直接アクセスすることでコンタクトを取れる。
ヤツハがリュウマとジンのメモリーを見た後、崩御する。
過去については過去編の繭の項を参照。
ブレア
元九番隊隊将「クノハ」。王族の血を引く貴族のため、王の崩御後は幽閉されている。
好奇心旺盛な性格。白皮の研究に多大な関心を向けており、対白皮用の新兵器の開発などに注力する。
ボルドー
繭王の巫女。老齢であり、ヤツハとは旧知。
アインスの姉
アインスと瓜二つの女性。調査隊の隊長として、リュウマを名乗っていたヤツハと共に白皮討伐の遠征に出ていた。女ジン(シンシア)と大量の白皮に戦意を失ったヤツハを逃がすため、時間稼ぎを買って出るも死亡。

### ブシドー
ミズガルズの王直属特務遊撃隊。
1番隊
アインス
元隊将。のちにミスガルズの王となる。
16歳のころには軍学校で文武共に並ぶものがいない程になっており、その強靭さに目をつけた王の子を屈辱に耐え妊娠する。しかし王妃に毒を盛られ、子を成せない体となった。
作中では優れた状況把握・指揮・予測能力を見せており、智将としてその才を発揮している。王の死後は民政を採ったミズガルズの王となり、善政を行って民に慕われていた。
神州倭とミズガルズの意思を一つにするため、自身を殺めに来た白皮眼のリュウマにその首を差し出し、死亡。

2番隊
フタバ
武器は戦斧と妖糸。妖糸については正式な伝承ではない。
元々はアインス姉妹の護衛兼指南役としてアインスの父に連れられて来た。その後、子を成したアインスに毒を盛った王妃を殴り投獄され、想像を絶する拷問を受ける。牢から出てきた後責め苦に耐えた精神力を王が気に入り、鉄の盾と称し褒め称えた。
ミズガルズ城内に侵入してきた白皮を殲滅するため、ソールの黒点と呼ばれる反応兵器を使用し、死亡。

3番隊
ミツハ
武器は、鞘の鯉口にローラーのついた刀。これにより神速と呼べる抜刀を可能にする。後に副将の手に渡る。
以前は副将と主にリュウマを名乗っていたが、ヤツハ同様王の手駒にされる。そこそこ有名だったらしい。
取り逃がした白皮の追跡、討伐を任されるが副将を残し死亡。3番隊は全滅となった。
副将（ミツハ）
小柄な少年。「きひひ」という変わった笑い方をする。はじめは盗人として生きていたが、ミツハに出会い会心。その後ずっと行動を共にしてきた。
ミツハのものと同型の刀を用いている。アインス殺害を目的とし襲撃した白皮眼のリュウマと交戦し、右腕を切り落とされる。この時の彼は3番隊の暫定隊将ミツハとして登場した。
最終話では、右腕に2本の義手を、腰には鯉口に多数のローラーを備え、４振りの刀を納めた巨大な鞘を携えて登場。複数の腕と刀を用いた剣技を披露した。

4番隊
ヨツハ
富豪将と呼ばれている。多くの貴族諸侯を掌握する力と、戦闘用の私設部隊を持つ。王族消失後のミズガルズ指導者にアインスを推挙する。元九番隊隊将のブレアとは、お目付け役として共に行動する機会が多い。オリビアへの遠征の折、ブレアと共に神洲和の兵に捉えられ、ヨツハのみ斬首される。

5番隊
隊将
名は不明。額から両頬にかけて仮面を付けている。一人称は「それがし」。
武器は「痛覚反応炎（マックスペイン）」。試験管内の液体を化学反応させて炎を放出していると見られる。
ソールの黒点後、男ジン(ミゲル)に自身の技を10倍で返され再起不能。

6番隊
ムツハ
両腕が義手の大男。口元を仮面で覆っている。
巨躯の白皮を1人で押さえ込む膂力を持つ。また先端がアーミーナイフ仕様の多関節の義手を両腕に備え、それによる多角的な攻撃を行う。
アインス殺害を目的とし襲撃した白皮眼のリュウマと交戦。善戦するも、白皮眼のリュウマが呼んだ飛翔する白皮に倒される。

7番隊
シチハ
カチューシャを付けた女性。長らく欠番だったのを弓一本で襲名した。武器は戦弓。元々は戦闘機に積載されていた簡易レールガンを改造したもの。
神州倭との戦いにおいては番傘の男と交戦。優位に進めるも、神州倭の兵の不意打ちにより左腕を切断される。
欠点はジェームスにしか機嫌を取れないこと。
最終話において、彼女とジェームスの特徴を併せ持つ少女が登場するが、詳細は不明。
ジェームス
副将。右目に眼帯をしている。シチハを「ハニィ」と呼ぶ。
武器は新造妖刀「飢餓丸」。埋め込んである目と視神経を直結させることで、超人的な見切りを可能にしている。正式な伝承ではない。
ミズガルズへの白皮襲来時、ジン達との交戦で下半身が不自由になり、その後はクノハの開発した電気車椅子を用いている。

8番隊
ヤツハ
金髪隻腕のリュウマ。肺に病巣を患っている。いつから隻腕になったかは不明。ビックボスから「あのチビのリュウマ好きは群をぬいている」と表されるほどのリュウマ好き。
王都のスラム街の出身、5歳を数えるころに繭王に拾われ巫女として生きる。スラム街から選ばれただけのことはあり、類まれなる精神感応力を持つ。度々物欲し竿を継いだリュウマの元を訪れ、体の壊死を止める治療も行っていた。
リュウマを擁するビッグボス団が、枝折りに成功後消息を絶ったため、自身がリュウマを名乗り始める。アインスの姉と共に調査隊として白皮退治に向かうも返り討ちにあい、リュウマを捨て物乞いとして点々としていたところ、修理屋に拾われ再びリュウマを名乗る。しかしブシドーに捕らえられ、女リュウマとオカマとマリオを人質に取られたため、王の手駒となりリュウマを捨てヤツハとなった。
ミズガルズへの白皮侵攻に際しては、自身の戦闘技術と精神感応を用いて重要な役割を果たす。
その後、女リュウマの子やマリオ達と共にミズガルズを出奔し、ディスポーザーとして活動している。自意識（チャンネル）が不安定になっており、別人格の介入による混乱に悩まされている。
幼いころから身体能力には優れており、武器を仕込んだ右腕の義手で戦う。

9番隊
クノハ（ブレア）
元9番隊隊将の男性。詳細はミズガルズ内のブレアの項を参照。彼以降の9番隊隊将は不明。

10番隊
テンバ
マフラーを身に付け、タバコを咥えている。武器は長い鎖のついた鎌。真空強制し鎖鎌を振るうことで斬撃を出せる「鎌威太刀」の使い手。飄々としているが現実的な性格で、結果主義的な行動を部下にも徹底する。王の崩御後、カイルをブシドーとして鍛え、十番隊に迎える。
白皮眼のリュウマを庇い、飛翔する白皮と相打つ。飛翔する白皮を最も早く仕留めた人間となった。
カイル
ロクサの弟。元はミズガルズ貧民街で姉と暮らしていた。ヤツハや姉がミズガルズを出奔する前に離反し、ブシドーに入隊する。
最終話では新たなテンバとなり、風骸衆を率いていることが確認できる。その姿は先代テンバと瓜二つ。
風骸衆
髑髏を模した仮面と鎖鎌を装備した黒装束の集団。新旧のテンバに付き従う。

### ジン
女ジン / シンシア
白い髪をサイドテールにし、ゴシック調の黒い服を来た少女。黒い傘を持っている時がある。言葉の頭文字を繰り返すなど、特徴的な口調が目立つ。
自身を「白皮寄りの観測者」と称し、強力な念動力を操る。また他のジンと比較して最も登場頻度が多い。
枝を折りに現れた短髪のリュウマ及び枝折りのリュウマを殺害し、ミズガルズへの白皮侵攻の際には男ジン（ミゲル）と共に白皮を先導した。その後は神州倭の軍勢と行動を共にしている。
元となった生体ユニットはシンシア。終盤にて、支配された意識の中に、僅かにシンシアの人格が残っていたこと。また、それを押さえ込むために口調が不自然になっていたことが明らかになる。
男ジン / ミゲル
白い髪をした短髪の少年。精神感応が使えるが、曰く能力は戦闘向きではないらしい。
ミズガルズへの白皮侵攻においてブシドー5番隊隊将を再起不能に追い込み、精神感応で白皮を操作し女リュウマと戦闘。物欲し竿を顔面に突き立てられ、女ジン（シンシア）に顔を飛ばされた。同時に、神州倭の二人組によって担当の枝が折られたため、「枝なし」となる。胴体は女ジン（シンシア）が持ち帰ったため、その後の生死は不明。
元となった生体ユニットはミゲル。
女ジン / エミリー
シンクシティに出現した二体目の女性のジン。白い長髪で、黒いキャミソールを着ている。細胞の増殖・治癒に特化した能力を持ち、伸縮自在の手足や自己再生を駆使し戦う。
シンクシティにてマリオブラザーズ及びヤツハと交戦し、撤退する。元となった生体ユニットはエミリー。

### 過去編
繭王の記憶（メモリー）に登場する人物。
リュウマ（龍馬）
帝国連邦完全都市ユグドラシルを統べる帝。神州倭人に呼ばれる際には「龍馬」と表記される。気さくな性格であり、敵国兵にも下層民にも分け隔てなく接する。
人類という「種」の存続を見限り、新種の生命である白皮を、人類の代替種として開発。ジン(仁)の謀反を受けて枝を暴走させ、ユグドラシルは崩壊。白皮を世界に解放した。
その正体は並列型多大脳構造体「世界樹」の端末。世界樹に直結する形で存在し続けており、長きにわたって白皮達を操ってきた。白皮眼のリュウマによりその機能を停止される。
ジン（仁）
帝国連邦完全都市ユグドラシルの近衛騎士団長。金髪の大男。
泣きながら敵を切る様から「泣き殺しのジン」とも呼ばれる。神州倭出身で、「仁武王」の名で呼ばれる英雄だったが、帝国連邦に亡命している。
リュウマ(龍馬)に反逆後、枝の暴走による被害を食い止めるため、枝を折った。自らは枝を折った「災厄のジン」としての汚名を被ったが、後の世の希望とするため、「英雄リュウマ」の名を騙った啓示を人々に送った。
「万人斬り」と呼ばれる赤い物欲し竿を扱う。
繭
後の繭王。類稀なる記憶力と統計分析力でジンに重用され、ジンの副官である近衛師団副長に上り詰める。その記憶力から「忘れずの繭」とあだ名され、ジンからは繭と呼ばれていた。
ジン（仁）、リュウマ（龍馬）亡き後に千年王国ミズガルズを築く。
シンシア
枝の人柱候補。念動力を操る。ジン(仁)の一人娘であり、優しい性格。ジン、リュウマ無き後は、自ら死を選ぶ台詞を残し、白皮に食われて死亡する。後の世で見られる女ジンと外見が酷似。
その体はかつてのジンと人類への皮肉を込めて利用されていたが、シンシア自身の意識も微かに残っていたことが終盤で判明する。
ミゲル
シンシアと同じ施設で、同じ服を着ていた少年。心を読む力がある。後の世で見られる男ジンと外見が酷似。
7番隊隊長
近衛騎士団7番隊隊長。黒髪短髪の男性。神州倭とユグドラシルの混血で、ジンに強い忠誠心を持つ。ジンと副師団長を助けるために10番隊の女と交戦。物欲し竿を用いる。ジンの死後は初継のリュウマとして万人斬りを振るっており、２本目の枝を折った。現代になり死体を白皮に利用され、ヤツハや白皮眼のリュウマと交戦する。
10番隊の女
黒髪の女性。好戦的な性格で、ブシドー10番隊隊将テンバのものと酷似した鎖鎌を操る。7番隊隊長と交戦し死亡。

### マリオブラザーズとそのファミリー
白皮眼のリュウマ
女リュウマの子で白皮の遺伝子を持つ。詳しくはリュウマを継ぐ者項を参照。
ヤツハ
マリオブラザーズの用心棒的な存在で、元ブシドー8番隊隊長ヤツハ。詳しくはブシドーの項を参照。
マリオ
マリオブラザーズの名前の由来で、白皮眼のリュウマの兄貴分の少年。年の割に成熟しており、年齢性別様々な仲間を纏めあげ、大人顔負けの立ち回りでディスポーザーとして活動している。元はオカマと共にジャンク屋を営んでいた。イーグルノーズが用いていたのと酷似した銃を使う。
白皮眼のリュウマに「自分を殺す者」として選ばれたため、白皮によって死ぬことはなかったが、周囲を巻き込まぬため、孤独に戦う道を選んだ。しかし、その生き様に惹かれた多くの人物が彼の周囲に集まっている。
成長してからは左腕が義手となっており、かつてのヤツハが用いていたものと酷似した巨大な義手を用いる。
オカマ
マリオブラザーズファミリーの男性で、厳つい見た目をしたオカマ。元はマリオと共にジャンク屋を営んでいた。
ロクサ
マリオブラザーズファミリーの少女。元はミズガルズの貧民街で兄弟と暮らしていた。穏やかな風貌だがいざとなれば銃を向ける行動力を持つ。
白皮眼のリュウマの選別によって、白皮の犠牲となる。

### 賭博街オリビア
オリビアのリュウマ
賭博街オリビアの領主。針の特殊技能を用いるリュウマの弟子であったが、その力を私欲のために用い、一大都市オリビアを建設した。
登場当初は、奴隷制を強い、女性を侍らせ、人と白皮の闘技興行を主催する暴君であった。しかし、女リュウマに活を入れられたことにより奮起。民から信頼される領主として街造りに性を出しており、かつての肥満体の面影を残さない筋骨隆々の体躯となっている。針を用いた戦闘術で戦うが、長年荒事の矢面に立ってきたためか、歩行には杖を用いている。
民を護るため、オリビアに襲来した神洲倭の軍勢と単身戦闘し、死亡。針を投擲する他、無数の針が連なった鞭のような武器を用いて戦う。
定食屋の主人
オリビアで食事処を営む男性。オリビアを訪れた女リュウマに食事を振る舞った。白皮眼のリュウマにも食事を提供し、オリビアを案内した。
料理の腕に関しては、女リュウマからは酷評されていた。昔の領主を知っているため、温厚になった後の彼のことも恐れている。

### 神洲倭
仁武王
「神洲倭35代目仁武王」であり、かつてのジン（仁）によく似た風貌。甲冑と陣羽織を身につけた、黒髪の大柄な男。
神洲倭の軍団の先頭に立つ。番傘の男から献上された万人切りを手にする。
死に際には、息子である番傘の男でも見たことが無かった笑みを浮かべた。
番傘の男
猫目の三白眼で、神洲倭と書かれた大きな番傘を携えており、神洲倭の装束を身に纏う。万人切りを求めて白皮眼のリュウマと交戦する。仮面の男とは巻末のおまけマンガで共に頻出している。
仁武王の息子。武器の番傘は標的を共鳴粉砕する兵器である。
最終話では新たな仁武王となっていることが確認できる。
仮面の男
顔全体を覆う仮面を被った大男。遠く離れた場所まで番傘の男を投擲するなど、人並み外れた身体能力を持っている。
言葉を話すことが少ない。母親の腹を食い破って誕生したらしい。番傘の男から「リュウマ(龍馬)」と呼ばれる描写がある。
圧倒的なパワーの他に、巨大なハサミを武器として用いる。

### その他
イーグルノーズ
ビックボス団の隊長。アダ名は最強メンチ。鼻とサングラスが特徴の青年。銃を使う。
爆弾の載せたトラックを逃がすためレイと共に死亡。
クリムゾン・レイ
ビックボス団の女性メンバー。アダ名は紅の棒術。爆弾の載せたトラックを逃がすためイーグルノーズと共に死亡。
妖糸の女
成長したマリオと行動を共にする三つ編みの女性。卓越した妖糸の技術を持つ。甘いものが好き。マリオを慕っており「マリオ」と呼び捨てにする。戦弓の女とは犬猿の仲。
戦弓の女
成長したマリオと行動を共にする、ツインテールに眼帯の女性。卓越した弓の技術を持ち、ブシドー7番隊シチハのものと同型の戦弓を用いる。
髪の色や眼帯、弓に優れている点など、シチハやジェームスと共通する点が見られるが詳細は不明。モノローグでは「必中必殺の7番の系譜」とされている。
マリオを慕っており「マリオ様」と呼ぶ。妖糸の女とは犬猿の仲。

## 舞台設定
環境・地理
環境汚染が非常に進んでいる。雨や海水は強い毒性を持ち、土壌は痩せて作物は育ちづらい。日光も有害とされる描写があり、大気層も破壊されていると思われる。
数百年前に、汚染を食い止めるための環境制御ユニット「枝」が計7本建造された。しかし、673年前の文明崩壊を皮切りに、作中では4本が破壊されている。
世界地図は現実のものと酷似している。
文化・文明
作中では、13世紀から17世紀ごろの文明を基本とし、現代・近未来的な科学技術が加わった世界観が描かれる。これは、一度は近未来にまで成長した文明が現実で言う中世レベルにまで衰退したためで、かつての遺産を辛うじて保持・活用するのみに留まっている。しかし王都ミズガルズなど、一部の特殊な組織においては、新技術の開発などが進められておりこの限りではない。
「枝」は北欧を中心に建造されており（後述）、主人公たちはその圏内で生活している。そのため、文化様式としては、ヨーロッパ（イギリス）的な描写が多い。
神洲和では日本的な衣装・武装が多く見られ、アジア人的な特徴を持つ者も多い。
伝承
千年前の大崩壊を引き起こした災厄「ジン」と、世界を救った英雄「リュウマ」の伝説が広く流布している。しかしこれは枝の恩恵を受けた文化圏のものである。
枝の恩恵を受けなかった神洲和では、仁（ジン）は王の名であり、龍馬（リュウマ）は忌み名として、まるで正反対に扱われている。
なお、作中では、文明崩壊の時期を指して「千年前」と言い示すことが多いが、実際は673年前である。
伝承の真実
673年前、「枝」による制御・抑制があるとはいえ、環境の悪化はじりじりと進む一方であった。加え、人類という種そのものも疲弊しきり、科学による補助なくしては自然出産も怪しい程に弱っていた。
そのため、帝国連邦ユグドラシルを統べる皇帝「リュウマ（龍馬）」は、より強靭な生態へと人類という種を入れ替えることを計画する。その結果として、白皮という人類の代替種が精製された。
リュウマ(龍馬)の近衛騎士団団長である「ジン（仁）」は、この計画を阻止するため反逆。反逆を受けたリュウマ(龍馬)は、白皮を解き放った上で、枝を暴走させ人類を滅ぼし「入れ替え」を行う強攻策に出た。枝の暴走を食い止めるため、ジン(仁)は枝を折る。帝国連邦は崩壊し、白皮の跋扈する混乱の世界となった。
枝折りに際し人々を避難させる必要が発生したが、ユグドラシルの民はリュウマ(龍馬)を盲信していた。人々を効率的に避難させ、崩壊後の世界に「英雄」という希望を残すため、ジン(仁)は「英雄リュウマが、枝を折ったジンの暴走を食い止めた」というストーリーを演出。これにより人々は、英雄リュウマの逸話を伝承し続けることとなる。

## 用語

### 伝承
「リュウマ」
かつて世界を救ったという、人類の希望の名であり、呪いとも言うべき雅号。人類が白皮と戦い続けるために、この名を継いだ者は死ぬことを許されない。
伝承に伝わる姿や能力は多種多様で、不老不死とも言われる。これは過去数百年に渡り、様々な人物が各所でその雅号を名乗り、戦い続けてきたためである。
神洲和では、東亜の民を捨て、自国の英雄(ジン)を貶めたきっかけの忌み名として伝わっている
最終話では、リュウマの名を騙ってごっこ遊びに興じる子供達の姿が描かれる。
「ジン」
災厄のジンと呼ばれ、不吉の象徴として語り継がれる名。現代においては白皮を率いるアルビノの少年少女を指してもこう呼ぶ。
作中では、神洲和出身の「第35代目仁（ジン）武王」が登場しており、神洲和では代々の王の名として受け継がれているのが確認できる。

### 組織・地理
ミズガルズ
繭王が築きあげた王国で、一度も白皮の侵攻を許したことのない通称「千年王国」。過去の科学技術を有する。現王の代になり白皮の大規模侵攻を許したが、ヤツハと女リュウマの活躍により撃退。
現王が崩御し、白皮の侵攻を退けた後は貴族政治のシステムを廃止。民政へと転換し、アインスが新王となった。
統治組織のシステムや制服など、完全都市ユグドラシルが前身と見られる要素が多い。
ブシドー
ミズガルズの王直属特務遊撃隊。軍隊または軍警察のような扱いで、難民の鎮圧から戦闘、白皮の研究までをとり行う。
一から十までの隊に別れており、「十蓮隊」とも呼ばれる。大将は「◯◯ハ」（◯◯には対応した数字が入る 例:七番隊将は『シチ(＝七)』ハ）という称号で呼ばれる。
各隊毎に特色が異なる点や制服のデザインなど、完全都市ユグドラシルの近衛騎士団と組織構成が酷似。隊の番号が漢数字と英数字で呼び分けられる描写が存在するが詳細は不明。
白皮により混乱した避難民を、「白皮と同様の脅威である」とし殺害するなど、非情とも言える方針を持つ。
シンクシティ
船団が密集して構成される海上都市。枝が崩れた付近に形成されており、枝に用いられていたパーツを狙った「ディスポーザー」達による発掘作業が行われている。
枝の周囲だっただけあって白皮が多く存在しており、常に危険と隣り合わせでもある。ミズガルズとも交易ルートを持つ。
ディスポーザー
シンクシティに集う一攫千金狙いの者達。残飯処理と揶揄された名で呼ばれることもある。
賭博街オリビア
ミズガルズより北方に位置する大都市。リュウマと呼ばれる領主が築き、賭博などの興行により発展した。ミズガルズからもある程度の自治を認められている。
領主の改心の後は、賭博街と呼ばれるに至った悪評は鳴りを潜めている。また、運輸の要となる運河を持ち、ミズガルズとも比べられる強固な城壁も構える。
その伝説故に、象徴として依存されがちな「リュウマ」を頂きながら、民が街とリュウマのために体を張るという、奇跡的な共生意識が芽生えている。
ビッグボス団
「リュウマ」と呼ばれるビッグボスが団長を務める組織。元は構成員数名の野党同然の集団であった。その後、ミズガルズからも依頼されるほどの大組織へと成長する。成長後の具体的な活動内容は不明。
劇中において枝を折る作戦を敢行。結果的に成功したものの、道中の女ジン（シンシア）及び白皮との戦闘で組織は壊滅した。
一定以上の知名度があったらしく、数年後のミズガルズにおいて、ビッグボス団贔屓を自称する兵が登場する。
帝国連邦完全都市ユグドラシル
帝であるリュウマが治めていた、枝の根元に築かれた枝の管理都市。枝建造のために世界中から資源と文明が集められており、枝の保護外の民族としばしば争いが起きていた。リュウマの計画により673年前に崩壊。
超巨大な都市であり、七本の枝がユグドラシルを囲うように建造された。
また、ジン（仁）が団長、繭が副師団長を務めていた近衛騎士団があり、1から始まる隊によって構成されていた。隊の番号が漢数字と英数字で呼び分けられる描写が存在するが詳細は不明。
神州倭（かみすわ）
枝の恩恵を受けるにおいて切り捨てられた東亜圏を代表する国。和服に近い装束を身に纏う。帝国連邦と長期に渡る戦争を構えていた。
現代においてはミズガルズから北方1000キロメートルの極寒の死海「ガムダ」に資源回収の拠点を構えており、枝の部品の独自回収も行っている。
枝の恩恵がほぼ及ばない劣悪な環境で千年間を過ごしていた。ユグドラシル崩壊後の世界で力を蓄え続けてきたが、万人切り奪取を期に、枝とミズガルズを喰らい尽くすため反旗を翻す。
住人は汚染された水などに多少の耐性がある模様。「リュウマ」が仇名として広まっている。

### 環境・生態
白皮
人間を襲う怪物。意思と本能で人間を殺し、強靭な生命力と適応力を持つ。
蟲や蛭と称されるものや、麒麟のようなもの、ヒトの幼児に似たものまで姿は様々。白い肌と、体のどこかのヒトと酷似した身体的特徴（口や腕など）が共通している。北方には「龍」と呼ばれる種も存在し、これは別格とされる。終盤では史上初の飛行する白皮が群体で現れ、人類の新たな脅威となった。
世界全土に跋扈し、寒冷地から乾燥地、水中まで生息域も多様。ヒトという種そのものに敵意を持ち、身体的特徴が人間に近いほどその度合が高まる。元はかつて皇帝リュウマ(龍馬)が開発した人類の代替種。
アルビノ（白い肌）であるのは、ジンの反乱により未完成のまま世に放たれた経緯を持つため。また、多様な姿を持つ（進化した）のは、「完全な個体」を生み出すことができなかったからであると、ブレアにより指摘されている。
枝の内部で生産されており、その母胎として人間の女性が用いられている。
フムラ
環境が激変した世界でも自由に生きることができる動物。鳥とセイウチを足したような見た目。家畜として需要がある。
元はリュウマ（龍馬)による白皮の実験過程で誕生した生物。

### 兵器・超能力
物欲し竿
リュウマの名と共に受け継がれている人造妖刀。刀身が長く、幅が広い大太刀。
使用者の脳髄を刺激し、身体能力を大幅に上昇させる強力な兵装。反面副作用が激しく、使い続けるごとに心身が蝕まれ、やがて廃人となる。この様を「刀が欲しがっている」と例えたのが名前の由来。ただし、薬剤などを用いた精密な管理下で使用すればこの限りではないらしい。
文明崩壊前には、神州倭とジン率いる近衛騎士団７番隊で用いられていた。ブシドー7番隊では、その量産型である飢餓刃が用いられている。
飢餓刃
ブシドー7番隊で用いられている人造妖刀。刀身に埋め込まれた眼球と視神経を直結することで、超人的な見切りを可能とする。
物欲し竿の量産型的な立ち位置であり、使用者に沿ったオーダーメイド的な調整も可能。
桜花
ミズガルズ軍の自走式砲台。砲塔の換装により多彩な戦術に活用できる。
ソールの黒点
ミズガルズに文明崩壊前より伝わる反応兵器。一センチほどのカプセル状の爆薬であり、広範囲を一瞬で焼き尽くす。
精神感応
才能ある一部の者が持つ超能力。他者の心や記憶野に干渉し、コンタクトを取ることができる。能力の大小には個人差がある模様。

### 文明・科学技術
枝
かつて起きた環境変動を制御するために立てられた「万能軌道修正杭（オムニポテントオービタルストーク）」。維持のためには生体ユニットとして人間が必要であった。
白皮の根城となっており、付近は異常気象が際立っている。巨大な塔状の装置で、かつてはこの根本ユグドラシルが築かれていた。
元は7本であったが、3本にまで減少。作中では4本が（一本目はジン（仁）、二本目は初継のリュウマ、三本目はビッグボス団、四本目は神州倭の勢力により）折られたことが確認できる。
北欧を中心にして建造され、その恩恵は地球のほぼ全土に行き渡った。しかし、東南アジア及び東アジアの極東、東欧の極東、オーストラリアはその範囲外であった。
世界樹
ユグドラシルに存在した「並列型多大脳構造体（マルチスレッドセレブラムメガストラクチャー）」。多数の賢人の脳を繋ぎあわせ、政治的駆け引きや個人の意思や迷いなどの不要素を省いた上で、一つの目的に対して合理的に議論を行わせるシステム。詳細は高い機密度で秘匿されており、帝への進言を許された唯一の機関としてのみ知られている。
開発には神州倭人も関わっており、これを指し、神州倭人は「恐れられる馬」として「龍馬」と呼んだ（世界樹の端末であった皇帝リュウマが、神州倭人に「龍馬」と呼ばれていたのはこのため）。枝のいずれかに存在しているらしく、白皮を統括している。

## 書誌情報
- 宮下裕樹 『リュウマのガゴウ』 少年画報社〈ヤングキングコミックス〉、全10巻
  1. 2012年4月28日発売 ISBN 978-4-7859-3832-1
  2. 2012年10月30日発売 ISBN 978-4-7859-3953-3
  3. 2013年4月30日発売 ISBN 978-4-7859-5038-5
  4. 2013年10月30日発売 ISBN 978-4-7859-5149-8
  5. 2014年5月30日発売 ISBN 978-4-7859-5297-6
  6. 2014年10月30日発売 ISBN 978-4-7859-5408-6
  7. 2015年6月30日発売 ISBN 978-4-7859-5577-9
  8. 2015年12月28日発売 ISBN 978-4-7859-5693-6
  9. 2016年6月30日発売 ISBN 978-4-7859-5805-3
  10. 2017年2月28日発売 ISBN 978-4-7859-5968-5